# Sommelans
Sommelans ist eine französische Gemeinde mit 58 Einwohnern (Stand: 1. Januar 2022) im Département Aisne in der Region Hauts-de-France (frühere Region: Picardie). Sie gehört zum Arrondissement Château-Thierry und zum Kanton Villers-Cotterêts.

## Geographie
Die Gemeinde Sommelans liegt rund 14 Kilometer nordwestlich von Château-Thierry an der Quelle des Baches Ru d’Allan oder d’Allant, der südlich von Marolles in die Ourcq mündet. Nachbargemeinden von Sommelans sind Latilly im Nordosten, Bonnesvalyn im Südosten, Monthiers im Süden, Priez im Westen sowie Neuilly-Saint-Front im Nordwesten.

## Bevölkerungsentwicklung
| Jahr                       | 1962 | 1968 | 1975 | 1982 | 1990 | 1999 | 2006 | 2012 | 2022 |
| Einwohner                  | 72   | 51   | 50   | 44   | 50   | 54   | 55   | 61   | 58   |
| Quellen: Cassini und INSEE |      |      |      |      |      |      |      |      |      |

## Sehenswürdigkeiten
- Kirche Saint-Éloi
- Brunnen Saint-Éloi-Quelle (Fontaine Saint-Éloi)

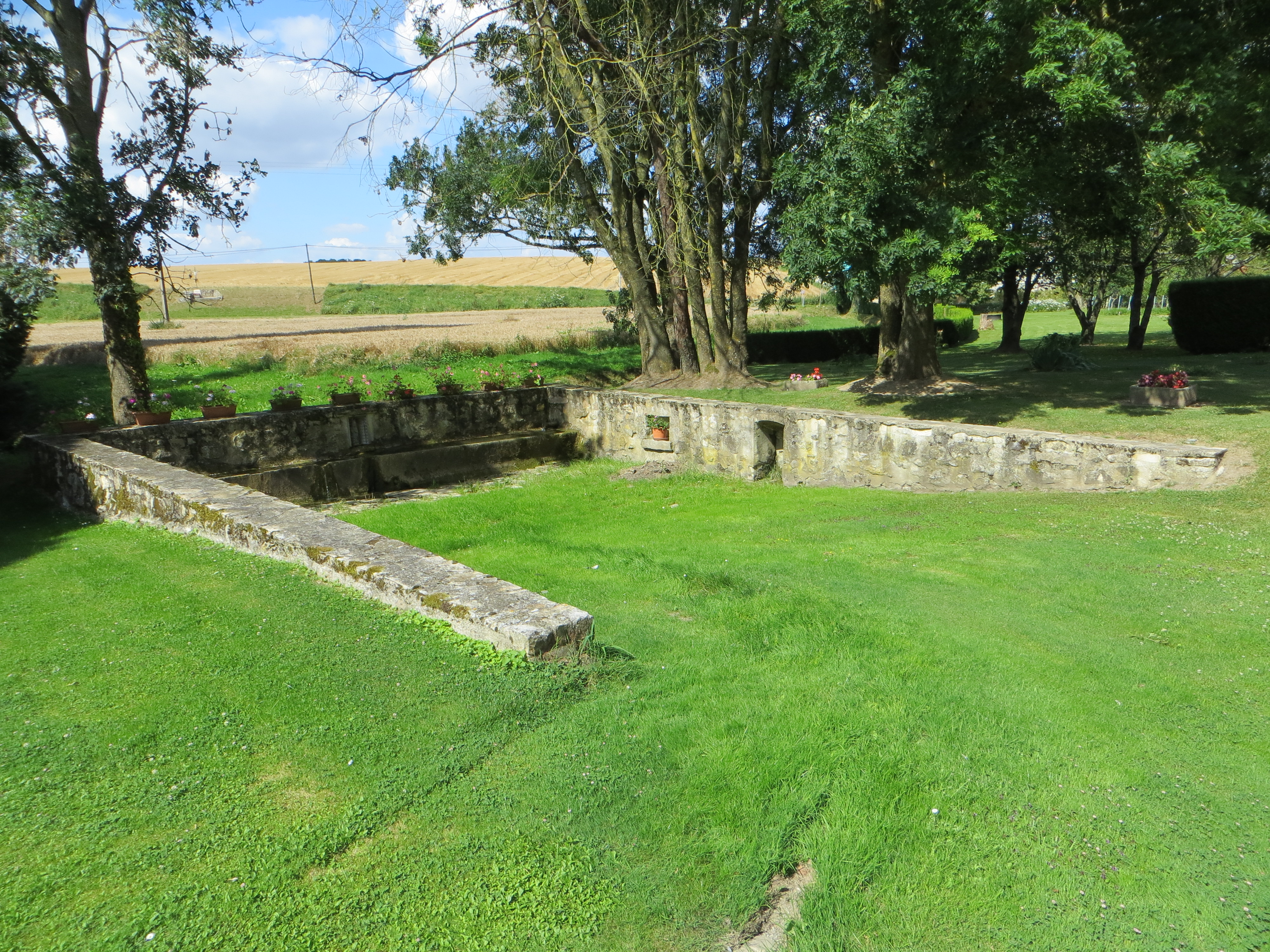
Fontaine Saint-Éloi